# Mili Avital
Mili Avital (Hebreeuws: מילי אביטל) (Jeruzalem, 30 maart 1972) is een Israëlische actrice. Ze bouwde een succesvolle toneel-, televisie- en filmcarrière op in Israël, hetgeen haar in 1992 een Israëlische Academy Award opleverde.

## Carrière
Na haar verhuizing naar de Verenigde Staten werd ze ontdekt terwijl ze als serveerster aan het werk was. Haar eerste rolletje was in Ronald Emmerich's film 'Stargate' uit 1994. Hiervoor kreeg ze een Sci-Fi Universe Award.
Een jaar later speelde ze in 'Dead Man' met Johnny Depp en in de televisieserie Arabian Nights in 2000 vertolkte ze de rol van Scheherazade. In 2001 speelde ze de rol van Devorah Baron in het oorlogsdrama Uprising, een miniserie over de Opstand in het getto van Warschau.
Tevens vertolkte ze diverse gastrollen in series, zoals o.a. Law & Order. In 2004 produceerde en regisseerde ze de korte documentaire I Think Myself I Am All The Time Younger.

## Privé
Van 1998 tot 2001 had Mili Avital een relatie met David Schwimmer.

## Filmografie
- Noodle (2007)
- When Do We Eat? (2005)
- Ahava Columbianit (2004)
- The Humain Stain (2003)
- Uprising (2001)
- After The Storm (2001)
- Preston Tylk (2000)
- Arabian Nights (2000)
- The Young Girl and the Moonsoon (1999)
- Kissing A Fool (1998)
- Animals and the Tollkeeper (1998)
- Polish Wedding (1998)
- The End of Violence (1997)
- Minotaur (1997)
- Invasion of Privacy (1996)
- Dead Man (1995)
- Stargate (1994)
- Groupie (1993)
- Me'ever Layam (1991)